# مدرسة ابتدائية

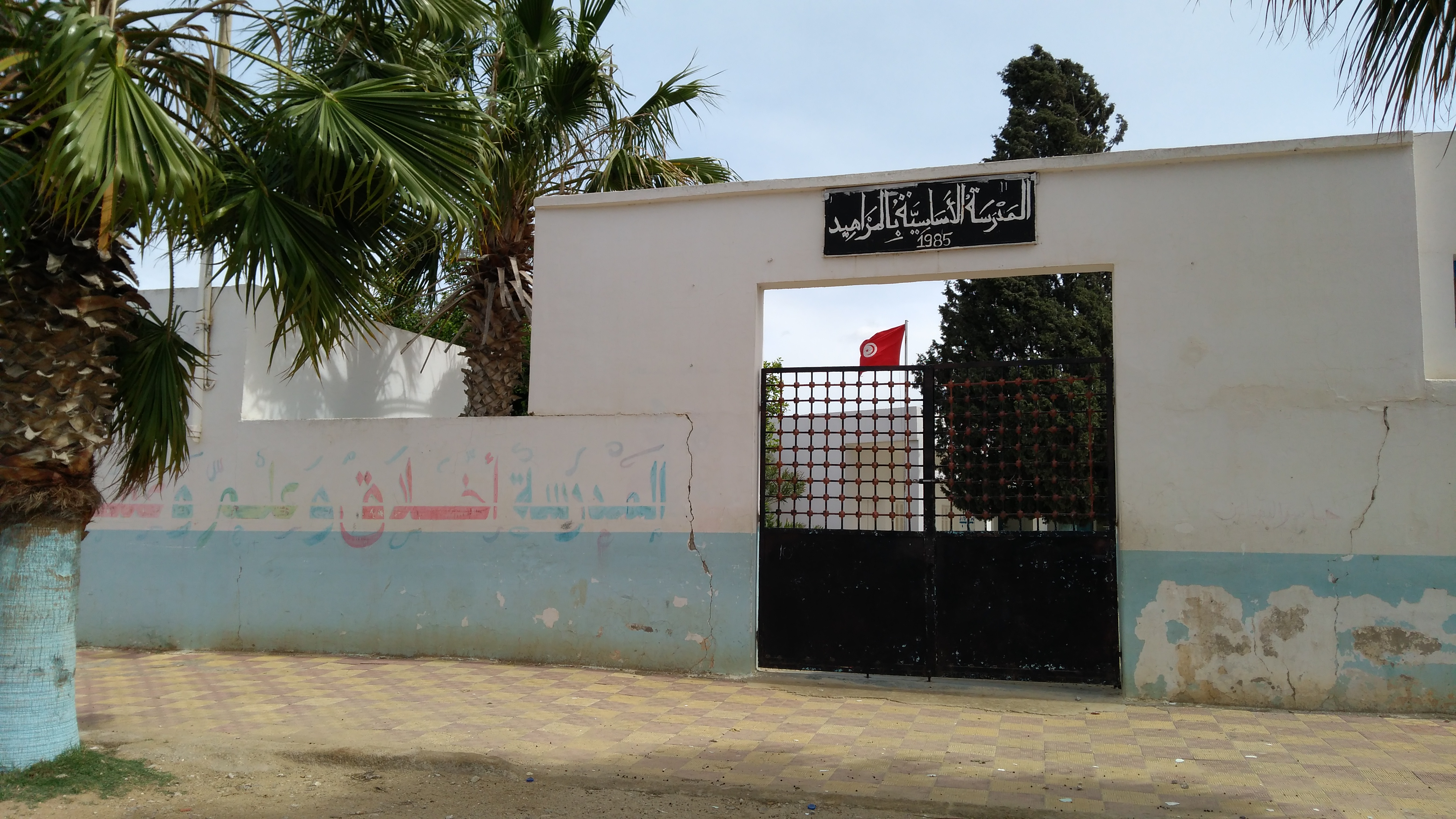
مدرسة أساسية في تونس

التعليم الابتدائي أو الأساسي هي مستوى تعليمي أولي يتكون غالبا من 5 أو 6 مراحل (تتفاوت من دولة إلى أخرى) كل مرحلة مدتها سنة دراسية كاملة. يتعلم التلميذ في هذه المرحلة التعليمية المبادئ الأساسية والتمهيدية. المرحلة التي تعقبها هي الإعدادية.أو المتوسطة وهي المدة التعليمية البالغة 3 أو 4 سنوات تنتهي بامتحان شهادة التعليم الأساسي أو المتوسط .

## المرحلة السنية
تكون عادة بين 6 إلى 11 عام حسب مدة المرحلة في كل دولة، وعادة تكفلها الحكومة مجانا .